# Capella del Sant Crist de Sants
La Capella del Sant Crist és l'edifici religiós més antic del barri de Sants de Barcelona. Hi ha documents del 1694 que la mencionen dins dels terrenys anomenats pessa del Santo Christo propietat del noble Josep de Novell i Nadal.

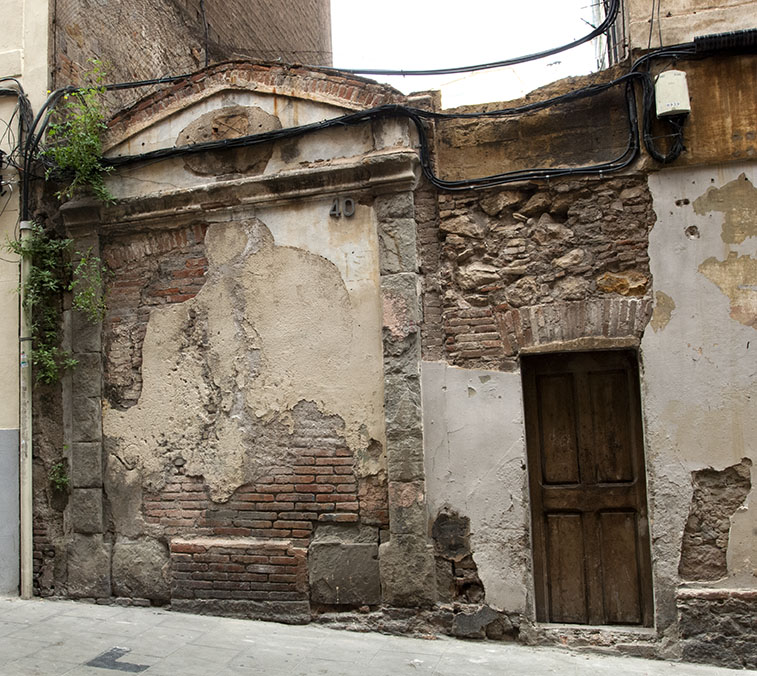
Capella del Sant Crist de Sants (des-2015)

L'any 1743 va ser reconstruïda i, segons l'historiador santsenc, Agustí Giralt, potser el motiu va ser només pel pas del temps. Però el que és indubtable és que l'espai on està situada va ser un dels escenaris del setge de Barcelona de 1714, ja que es trobava en la línia on es van establir les tropes castellanes. És molt probable que els nous regidors de Sants, independent de Barcelona des del 1721, com a càstig a la ciutat per la seva oposició als Borbons, estiguessin permetent la reconstrucció d'un element destruït durant el conflicte.
Amb el temps el terreny es va dividir i va canviar de propietaris i la capella va estar oberta fins al 1936 però amb la Guerra Civil va quedar tancada i abandonada. Actualment se la pot veure tapiada al número 40 del carrer del Sant Crist.
El dia 22 de gener de 2016 la capella del Sant Crist de Sants va ser enderrocada pel propietari de la finca tot i estar catalogada amb un nivell D de protecció. Aquesta acció en va salvaguardar la façana però en va malmetre la volta.